# Allee-Center Essen
Het Allee-Center Essen is een winkelcentrum in de Duitse stad Essen. Het ligt in de wijk Altenessen.

## Feiten en cijfers
Het Allee-Center heeft een verkoopvloeroppervlakte van ongeveer 20.000m². De branchemix met 80 speciaalzaken wordt gedomineerd door de textielsector. Een groot deel van het centrum wordt ingenomen door een filiaal van Kaufland.
Het winkelcentrum, dat werk biedt aan ca. 590 medewerkers, heeft zo'n 20.250 bezoekers per dag.  De exploitatie is in handen van ECE Projektmanagement GmbH  uit Hamburg. Het verzorgingsgebied telt volgens de exploitant 321.280 inwoners.

## Geschiedenis
De oprichting van het eerste winkelcentrum van dit type in Essen, met meer dan 50 winkels onder één dak, vond plaats op het moment dat het industriële noorden van Essen een structuurwijziging onderging. De laatste grote steenkolenmijnen in de wijk, zoals de kolenmijn Helene &amp; Amalie (1965) en de kolenmijn Fritz-Heinrich (1973), sloten in de periode tot het openingsjaar van het centrum. In de economisch moeilijke periode die daarop volgde heeft het winkelcentrum bijgedragen aan de totstandkoming van een nieuw centrum in Altenessen. Het winkelcentrum werd geopend op op 2 november 1973.
De eerste uitbreiding van het winkelcentrum vond plaats in 1978. Tien jaar later werd het gemoderniseerd met de toevoeging van een glazen lift. In 1999 is een glazen dak geplaatst. In 2000 kreeg het winkelcentrum de huidige ronde voorgevel en werd het omgedoopt van Einkaufszentrum Altenessen naar Allee-Center.
Van 2010 tot juni 2012 werd het winkelcentrum verbouwd voor ca. 28 miljoen euro. De reden was dat ongeveer 10.000m² ruimte vrijkwam doordat de ankerhuurder Hertie, dat was overgnomen door Karstadt, het centrum verliet. Bij deze uitbreiding was het bedrijf MBN Bau betrokken. 

## Bereikbaarheid
Het Allee Center heeft 620 parkeerplaatsen. Met het openbaar vervoer is het te bereiken met de metrolijnen U11 en U17, halte Altenessen-Mitte. Met de auto is het winkelcentrum te bereiken via de A 42 en de B 224.